# Cantone di Cormeilles
Il Cantone di Cormeilles era una divisione amministrativa dell'arrondissement di Bernay.
A seguito della riforma approvata con decreto del 25 febbraio 2014, che ha avuto attuazione dopo le elezioni dipartimentali del 2015, è stato soppresso.

## Composizione
Comprendeva i comuni di
- Asnières
- Bailleul-la-Vallée
- Le Bois-Hellain
- La Chapelle-Bayvel
- Cormeilles
- Épaignes
- Fresne-Cauverville
- Morainville-Jouveaux
- Saint-Pierre-de-Cormeilles
- Saint-Siméon
- Saint-Sylvestre-de-Cormeilles